# Le Silence des pierres sacrées
Pour plus de détails, voir Fiche technique et Distribution.
Le Silence des pierres sacrées (Wylie : Lhing vjags kyi ma ni rdo vbum) est un film de Pema Tseden et le premier film contemporain écrit, filmé, réalisé et produit par des Tibétains. Le film évoque le risque de disparition progressive de la culture tibétaine.

## Synopsis
Dans le temple bouddhiste d’un petit village du Tibet, à l'époque du Nouvel An tibétain, un jeune moine passe quelques jours en famille, découvrant avec surprise un poste de télévision...

## Prix
| Année | Prix                                       | Catégorie              | Résultat |
| ----- | ------------------------------------------ | ---------------------- | -------- |
| 2005  | Coq d'or                                   | Meilleur début         | gagné    |
| 2006  | Beijing Student Film Festival              | Meilleur début         | gagné    |
| 2006  | Festival du film de Changchun              | Golden Deer            | gagné    |
| 2006  | Festival international du film de Shanghai | Asian New Talent Award | gagné    |